# Pedro Inguanzo y Rivero
Pour les articles homonymes, voir Rivero.
Pedro Inguanzo y Rivero né le 22 décembre 1764 à Llanes en Asturies, et mort le 30 janvier 1836 à Tolède) est un cardinal espagnol du XIXe siècle.

## Biographie
Inguanzo est nommé ministre de la Grâce et de la Justice du gouvernement régional établi pour la lutte contre les français en 1809 et député aux Cortes de Cadix en 1810-1813.
Il est élu évêque de Zamora en 1814. Il est promu archevêque de Tolède en 1824. Le pape Léon XII le crée cardinal lors du consistoire du 20 décembre 1824. Il ne participe pas au conclave de 1829 lors duquel Pie VIII est élu; il participe au conclave de 1830-1831 (élection de Grégoire XVI).

### Source
- Fiche du cardinal sur le site fiu.edu